# Amèlia Mora
Amèlia Mora (n. 27 de junio de 1980, Barcelona) es una guionista de cine y series y escritora española que ha escrito obras en castellano y catalán. Está especializada en literatura infantil y juvenil.

## Biografía
Amèlia Mora es licenciada en Comunicación Audiovisual por la Universidad Pompeu Fabra. Posteriormente, se especializó en la escritura y edición de guiones cinematográficos y televisivos.
Ha trabajado en el Centro de Desarrollo Audiovisual y en la productora Filmax, donde participó en el desarrollo de diversos proyectos audiovisuales. En 2011 se estrenó la película Copito de Nieve, cuyo guion escribió Amèlia Mora junto a Albert Val. Coescribió el guion de la serie La Unidad (junto a Alberto Marini), entre 2020 y 2023 y, en 2024, el de la película La infiltrada (junto a la también directora, Arantxa Echevarría) 
Desde el año 2010, Amèlia Mora ha publicado diversas novelas infantiles en castellano y catalán. Las dos primeras fueron El castell negre del senyor Bogròs, publicada por la desaparecida editorial Cadí (Everest) y Y Rapunzel se cortó la melena (Edebé). Esta última, en la que la autora cuestiona las normas de comportamiento dictadas por los cuentos de hadas (y, por extensión, de la sociedad en general), ya ha alcanzado su sexta edición y ha sido traducida al coreano.
Estas primeras obras fueron seguidas por las novelas independientes Floquet de Neu (labutxaca, Grup62, 2011 en catalán), la novelización de película Copito de Nieve, El regreso de la Cigüeña (Edebé, 2012) y Diario de (una chifla)Ada (Noguer, Planeta, 2013). Asimismo, ha publicado dos colecciones en catalán: Escola d’Hípica (Estrella Polar, Grup 62), editada bajo el pseudónimo Nora Vidal, y Samanta F. (Cruïlla).

## Obras

### Narrativa

#### 2010
- El castell negre del senyor Bogròs (Cadí, en catalán)
- Y Rapunzel se cortó la melena (Edebé)

#### 2011
- Floquet de Neu (labutxaca, Grup 62, en catalán)

#### 2012
- El regreso de la Cigüeña (Edebé)

#### 2013
- Escola d'Hípica 2: El Twister té problemes (Estrella Polar, Grup 62, en catalán, bajo el pseudónimo Nora Vidal)
- Escola d'Hípica 3: Dies de competición (Estrella Polar, Grup 62, en catalán, bajo el pseudónimo Nora Vidal)
- Diario de (una chifl)Ada (Noguer, Planeta)

#### 2014
- Escola d'Hípica 4: Un misteri del passat (Estrella Polar, Grup 62, en catalán, bajo el pseudónimo Nora Vidal)
- Escola d'Hípica 5: Proves d'amistat (Estrella Polar, Grup 62, en catalán, bajo el pseudónimo Nora Vidal)

#### 2015
- Samanta F. 1: Missió secreta al museu d'art (Cruïlla, en catalán)
- Samanta F. 2: Missió secreta a l'hotel de luxe (Cruïlla, en catalán)
- Samanta F. 3: Missió secreta a la reserva natural

### Guion
- Copito de Nieve (2011, Dir. Andrés G. Schaer).
- La Unidad (2020-23, Movistar+, Dr. Dani de la Torre). Serie
- La infiltrada (2024, Dra. Arantxa Echevarría) Coguionista. [4]

## Premios y reconocimientos
Medallas del Círculo de Escritores Cinematográficos
| Año  | Categoría            | Película      | Resultado |
| ---- | -------------------- | ------------- | --------- |
| 2024 | Mejor guion original | La infiltrada | Ganadora  |